# Norman Leyden
Norman Fowler Leyden (Springfield, 17 oktober 1917 – 23 juli 2014) was een Amerikaans componist, muziekpedagoog, dirigent, arrangeur en klarinettist. Hij was een zoon van het echtpaar James A. en Constance Leyden. Ook zijn jongere broer James Leyden was muzikant en was lid in vele amusementsorkesten en filmorkesten. Samen met Glenn Miller schreef hij het thema I Sustain the Wings, dat gebruikt werd voor de introductie van de radio series van de Tweede Wereldoorlog. 

## Levensloop
Leyden studeerde aan de Yale-universiteit in New Haven en behaalde zijn Bachelor of Music in 1938. In 1961 studeerde hij aan Domaine Musicale van Pierre Monteux in Hancock. Vervolgens studeerde hij aan de Columbia-universiteit in New York en behaalde zijn Master of Music in 1965. Aan deze universiteit voltooide hij ook zijn studies en promoveerde tot Ph.D. (Philosophiæ Doctor) in 1968 met de proefschrift A study and analysis of the conducting patterns of Arturo Toscanini as demonstrated in kinescope films, 
Aan de Columbia universiteit doceerde hij meerdere jaren. Hij richtte het Westchester Youth Symphonie Orchestra op en werd hun dirigent. In 1970 werd hij co-dirigent van de Oregon Symphony en dirigeerde 35 jaar de Oregon Symphony Pops concerten. In mei 2004 stopte hij met dit contract en werd tot ere-dirigent van het orkest benoemd. 
Als basklarinettist werkte hij al gedurende zijn studie aan de Yale-universiteit in het New Haven Symphony Orchestra. In 1940 was hij lid van de United States National Guard. Vanaf 1941 was hij 5 jaar lid in de Band van de United States Army Air Forces. Aldaar raakte hij bekend met Glenn Miller en hij werd een van de drie arrangeurs voor zijn band. Hij arrangeerde ook voor het door Tex Beneke gereorganiseerde Glenn Miller Orchestra, maar ook voor andere artiesten en kunstenaars zoals Frank Sinatra, Sarah Vaughan, Gordon MacRae en Tony Bennett.
Zijn laatste optreden was in de Arlene Schnitzer Concert Hall in januari 2013 met zijn klarinet. In april 2014 was er een concert ter ere voor hem met optredens van Doc Severinsen en the Leyden Singers
Leyden overleed op 96-jarige leeftijd.

## Composities

### Werken voor orkest
- 1971 · Serenade, voor strijkorkest 
  1. Prelude
  2. Fugue
  3. Nocturne
  4. Cakewalk
- The secret river

### Werken voor harmonieorkest
- 1956 · Serenade for a Picket Fence, voor xylofoon en harmonieorkest
- 1961 · 3 Camps for the solo drummer, voor slagwerk en harmonieorkest
- 1966 · Concert, voor 3 trombones en harmonieorkest

### Kamermuziek
- 1992 · Americana suite, voor cello ensemble (ten minste 8 celli)
  1. From the sea
  2. From the mountains
  3. From the prairies

### Filmmuziek
- 1957 · Dix millions cash
- 1960 · Mel-O-Toons
- 1965 · 20,000 leagues under the sea
- 1971 · The Gordon MacRae Variety Special

## Publicaties
- A study and analysis of the conducting patterns of Arturo Toscanini as demonstrated in kinescope films, Thesis, Columbia University, 1968. 309 p.,